# Beveren (Oost-Vlaanderen)
Beveren (ook wel: Beveren-Waas) is een deelgemeente van de Belgische gemeente Beveren-Kruibeke-Zwijndrecht in de provincie Oost-Vlaanderen, en is gelegen in het Waasland. De inwoners worden Beveraars of Bevernaars worden genoemd.
Beveren is na Waasmunster het oudste politieke centrum in het Waasland en vormde een uitgestrekte heerlijkheid, die in ca. 1575 opgesplitst werd.

## Geschiedenis

### Het Land Van Beveren

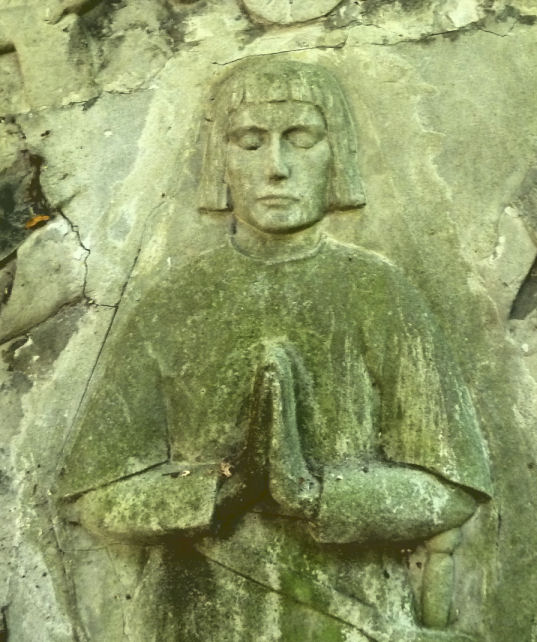
Epitaaf van Ridder Gerard Triest, afkomstig uit het Wilhelmietenklooster

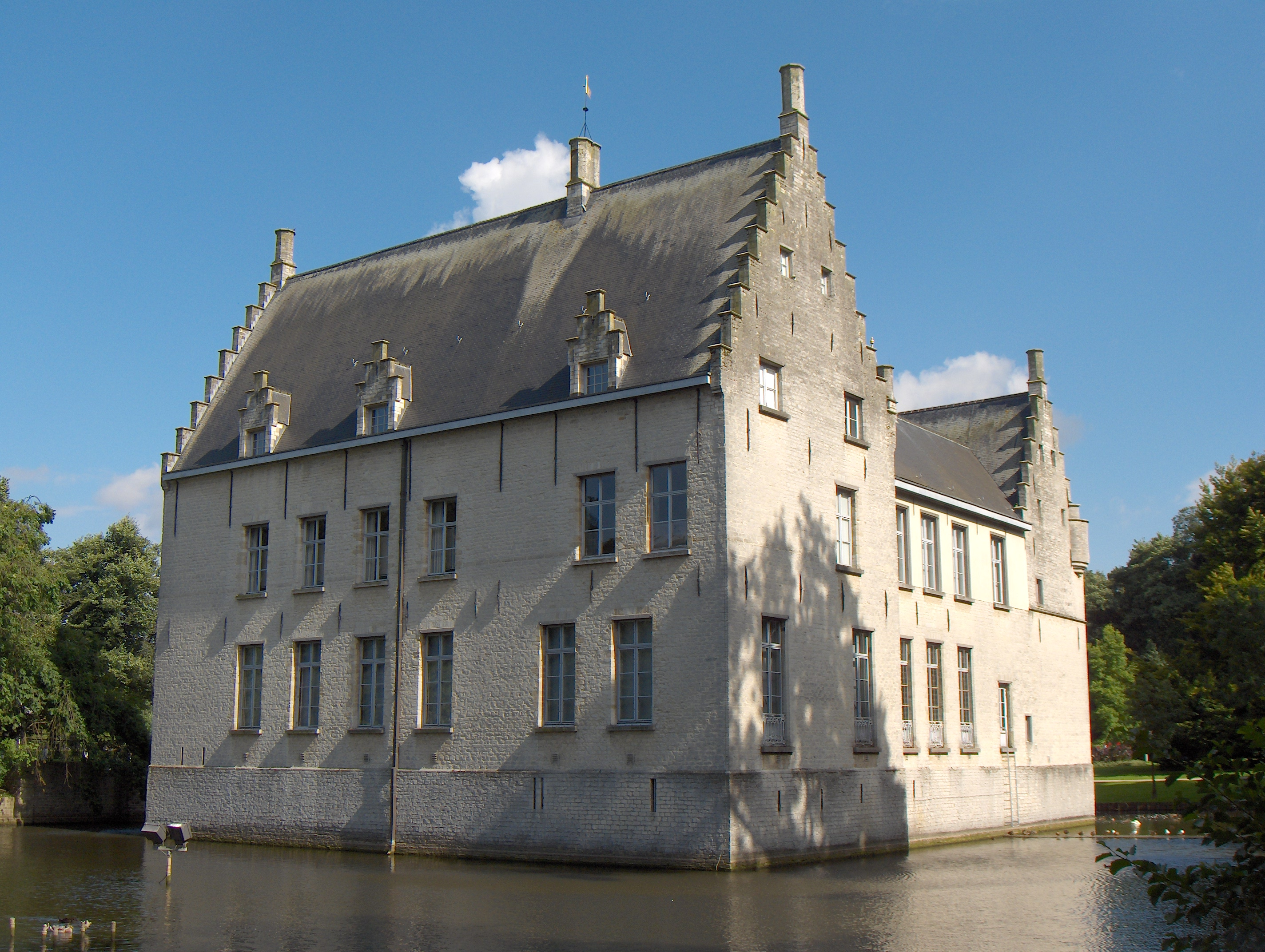
Beveren, Kasteel Cortewalle, aanblik van het noorden

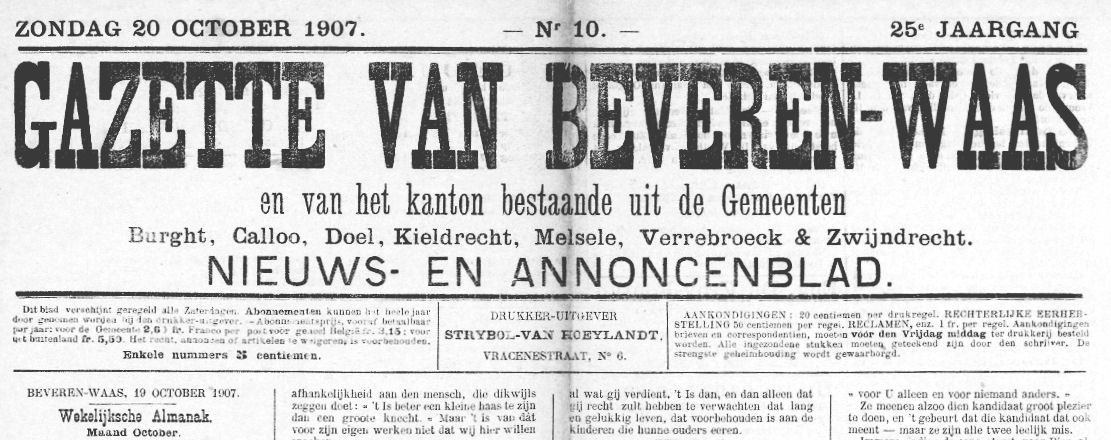
De Gazette van Beveren-Waas

In de vroegste geschiedenis was het 'Land van Beveren' een onmetelijke vlakte met talrijke rivieren en eilandjes. Doorbraken, veroorzaakt door het stijgend zeeniveau, brachten dit land steeds meer onder invloed van de getijden. Aan de grens van dit vloedgebied zijn nederzettingen ontstaan, waarvan vaststaat dat ze door de Romeinen zijn bezocht of bewoond. Met primitieve dammen, die later op initiatief van kloosters en abdijen tot dijken werden verhoogd en versterkt, hebben de eerste streekbewoners de strijd met het water aangebonden en hun gemeenschappelijke schapenweiden gewonnen op het slikkengebied.
Tijdens de invallen van de Noormannen in de 9e eeuw kregen de plaatselijke vazallen van de graaf van Vlaanderen opdracht om de streek langs de Schelde te verdedigen. Uit deze vazallen zijn de Heren van Beveren voortgekomen. Het oudste document waarin "het land van Beveren" vermeld wordt dateert van in 965. Het Land van Beveren was veel groter dan het huidige Beveren. Het land omvatte naast Beveren ook Doel, Kallo, Kieldrecht en Verrebroek, samen met belangrijke gedeelten van Haasdonk, Melsele, Meerdonk, Vrasene en Zwijndrecht. Ook had de “Heer van Beveren” zeggenschap over gebieden, die in het toenmalige Land van Waas gelegen waren. Het ging over gronden in het centrum van Sint-Niklaas, in het centrum van Lokeren, in Sombeke (Waasmunster) en in Belsele.
Hoewel de heren van Beveren als vazallen van de graaf van Vlaanderen ontstaan waren, konden ze lange tijd een zelfstandige koers varen. Daaraan kwam in 1334 een einde toen Jan van Beveren (tevens bisschop van Potenza) de heerlijkheid Beveren verkocht aan Lodewijk II van Nevers, graaf van Vlaanderen. Beveren bleef wel lange tijd bestuurlijk een aparte entiteit, met onder meer eigen maten en gewichten. (Nu is dit nog te merken aan de zegswijze "een Beverse maat" met betrekking tot bier).
In de late middeleeuwen was het Land van Beveren een rijk landbouwgebied, met belangrijke turfwinningen in het noordelijke deel.

Deelgemeente Beveren binnen de gemeente Beveren-Kruibeke-Zwijndrecht

De 16e eeuw was rampzalig voor de polders. Zo zette in 1570 de Allerheiligenvloed de polders van het Waasland onder water. Bij het beleg van Antwerpen door de Spanjaarden werden uit strategische overwegingen de resterende dijken door Spaanse en Hollandse legers doorgestoken.
In 1575 werden de rechten van de heerlijkheid openbaar verkocht en raakte het gebied verdeeld. Een Antwerps koopman kocht de gronden van Kallo met rechten op de Schelde. Doel en Kieldrecht vormden samen een apart heerlijkheid. Een groot deel van de heerlijkheid kwam in handen van de machtige adelsdynastie de Croÿ en later die van de Arenbergs.
Op 2 juli 1702 verwoeste een grote brand bijna de ganse dorpskom van Beveren die nadien werd heropgebouwd. Na de Franse Revolutie in 1792 verloor de adel zijn macht. Alle heerlijke rechten werden afgeschaft en de parochies werden afzonderlijke gemeenten. Vanaf de 17e eeuw startten nieuwe inpolderingen, na de oorlogsinundaties.

### Eerste Wereldoorlog
Toen de schaduw van de Oorlog zich over Europa wierp werden er voorbereidingen getroffen. Voor 1914 werd Het Fort van Haasdonk gebouwd in de voormalige gemeente Haasdonck en over een lengte van 5 km werd een keten van bijna 200 bunkers aangelegd. Deze defensiegordel behoorde tot de fortenring van Antwerpen. Het Fort van Haasdonk zelf is nog vrij intact gebleven omdat de bevelhebber niet anders kon dan zich overgeven toen de Duitsers oprukten in 1914.

### Tweede Wereldoorlog
De gemeente werd rond 22 mei 1940 bezet door het Duitse leger en bevrijd op 8 september 1944. Tijdens de Bezetting is de verzetsbeweging De Witte Brigade in Beveren actief. Vele leden hiervan zijn bij acties omgekomen. Dit is vandaag de dag nog te merken aan bepaalde straatnamen. Minstens één weerstander werd naar het Auffanglager van Breendonk gedeporteerd.

### Recente geschiedenis
In de nacht van 1 februari 1953 sloeg een zware, met springtij gepaard gaande storm, een bres in de zeedijk. Verschillende polders overstroomden en honderden huizen liepen ernstige schade op.
In 1977 werd door de Belgische gemeentefusies een groot deel van het "Land van Beveren" weer hersteld, omdat veel deelgemeenten in vroeger tijden deel uitmaakten van de oude heerlijkheid. Door de fusie vormden Beveren, Doel, Haasdonk, Kallo, Kieldrecht, Melsele, Verrebroek en Vrasene met een totale oppervlakte van ruim 15.000 ha een van de meest uitgestrekte gemeenten van Vlaanderen. Het totaal aantal inwoners bedroeg 50.286 op 01-01-2023 (21.179 in Beveren, 11.506 in Melsele, 4.449 in Haasdonk, 4.383 in Vrasene, 4.095 in Kieldrecht, 2.467 in Kallo, 2.079 in Verrebroek en 114 in Doel).
Op 19 februari 2009 kreeg Beveren er in één keer zo'n 35-tal winkels bij in Warande Shopping, waardoor zijn positie als grootste winkeldorp van Vlaanderen werd versterkte. De Warande kampt de laatste jaren echter ook met slecht aangelegde binnenstraten en leegstand.
Beveren blijft ook landschappelijk aantrekkelijk: naast een uitgestrekt polderlandschap en de meer typische Wase landerijen met hun bolle akkers, bevinden zich hier enkele mooie natuur- en parkgebieden.
Er is echter ook kritiek te horen. De slechte staat van de winkelstraten, de leegstand en weinig beleving zorgen voor een genuanceerder beeld rond dit winkeldorp.
In het voorjaar van 2010 hebben voorbereidende gesprekken plaatsgevonden rond een mogelijke fusie tussen de voormalige gemeenten Kruibeke en Beveren. Uitspraken van de Beverse burgemeester lieten echter verstaan dat dit niet voor de gemeenteraadsverkiezingen van 2012 een realistisch scenario is. Begin april 2022 werd bekendgemaakt dat Beveren en Kruibeke in 2025 willen fuseren. Eind oktober 2022 werd een principiële beslissing tot start van een fusietraject opgestart tussen Beveren, Zwijndrecht en Kruibeke. Eind 2023 namen de drie gemeenten een definitieve beslissing, in Zwijndrecht werd op zondag 17 september 2023 een volksraadpleging georganiseerd. Eind 2023 werd beslist dat de gemeenten zouden fuseren tot de gemeente Beveren-Kruibeke-Zwijndrecht, dit niettegenstaande een luidruchtige minderheid uit de bevolking van Zwijndrecht zich in de volksraadpleging duidelijk tegen een mogelijke fusie had uitgesproken.

## Patrimonium

### Religieus erfgoed
- Het voormalig Wilhelmietenklooster
- Het voormalig klooster van het Oud Geestelijk Hof, gezegd Hof ter Welle
- de dekenale Sint-Martinuskerk

### Civiel erfgoed
- Kasteel Cortewalle
- Kasteel Hof ter Saksen
- Singelberg
- Hof ter Welle

### Industrieel erfgoed
- De Molen Van Hove

## Natuur en landschap
De dorpskern van Beveren ligt in Zandig Vlaanderen en in het Waasland. De hoogte bedraagt ongeveer 5 meter. Natuurgebieden zijn de parken van de kastelen Cortewalle en Hof ter Saksen.

## Bereikbaarheid
Zowel per spoor als langs de weg is Beveren gemakkelijk te bereiken.

### Met de fiets
De Fietssnelweg F4 verbindt Beveren met Gent en met Antwerpen Linkeroever en loopt grotendeels naast spoorlijn 59. Er zijn nog delen die moeten afgewerkt worden.
De Fietssnelweg F41 verbindt de haven van Gent met de Waaslandhaven. Ook van deze fietssnelweg moeten er nog delen worden afgewerkt.
De Lange-afstandsfietsroute 'Grensroute' verbindt Beveren met Burcht en met Doel.

### Met de trein
Er is een station Beveren op spoorlijn 59 (Antwerpen-Gent).

### Met de bus
De volgende buslijnen van De Lijn doorkruisen het grondgebied van de gemeente Beveren:

81 Lokeren - Waasmunster - Sint-Niklaas - Westakkers - Beveren - Zwijndrecht - Antwerpen Linkeroever

82 Lokeren - Waasmunster - Sint-Niklaas - Haasdonk - Beveren - Zwijndrecht - Antwerpen Linkeroever

83 Kieldrecht - Kallo - Beveren - Zwijndrecht Krijgsbaan (- Antwerpen Linkeroever)

84 Kieldrecht - Verrebroek - Vrasene - Beveren - Zwijndrecht Krijgsbaan (- Antwerpen Linkeroever) 

85 Moerbeke-Waas - Sint-Gillis-Waas - Vrasene - Beveren - Zwijndrecht Krijgsbaan (- Antwerpen Linkeroever)
Verder bedient belbus 280 (Temse - Kruibeke - Beveren) het zuidelijke deel van Beveren.

### Met de auto
De gewestweg N70 trekt zich dwars doorheen het dorpscentrum van Beveren. Zo is Beveren beter verbonden met steden zoals Sint-Niklaas, Lokeren, Gent en Antwerpen. De N485 biedt een verbinding met de dorpen Haasdonk en Steendorp, alsook met de E17 afrit/oprit Haasdonk.

## Folklore en tradities
| - De Beverse feesten (Beveren) - Sint-Maarten viering (met de avond ervoor Sint-Maartensvuur door FOS) - Tropische Braderij - Jeugdboekenweek - Erfgoeddag - Plantenruilbeurs op Hof Ter Saksen - Puitenslagersfeesten - Sint-Jans Feesten - Bloemenmarkt - Dag van het Park - Ambachtelijk Weekend - Open Monumentendag - 8 Dorpentocht |

## Bezienswaardigheden
- Hof ter Welle (13e eeuw)
- Kasteel Cortewalle (15e eeuw)
- Kasteel Bosdam (18e eeuw)
- Hof ter Saksen (19e eeuw)

## Fauna en flora
- Park Hof ter Saksen (Beveren)
- Park Cortewalle (Beveren)
- Haasop (Beveren)

### Organisaties
- Hertogelijke Heemkundige Kring ‘Het Land van Beveren’

## Scholen

### Basisonderwijs
| - Beveren De Bever - Leefschool De Zonnewijzer - Beveren Centrumschool - Beveren GVBS Wegwijzer (ex.Heilig Hartschool) - Beveren Lindenlaanschool - Broederschool |

### Secundair onderwijs
- Gemeentelijk Technisch Instituut (GTI)
- K.A. (Koninklijk Atheneum) - Sportschool Waasland
- Sint-Maarten Bovenschool
- Sint-Maarten Middenschool

### Kunstonderwijs
- Gemeentelijk Academie voor Muziek, Woord en Dans (GAMWD)
- Stedelijke Academie voor Schone Kunsten Sint-Niklaas - bijafdelingen Beveren
- Kantschool van Beveren.

### Volwassenenonderwijs
- JANITOR
- LBC
- PCVO

## Politiek

### (Voormalige) burgemeesters
| Periode | Periode   | Burgemeester                          |
| ------- | --------- | ------------------------------------- |
|         | 1865-1885 | Jan Van Raemdonck                     |
|         | 1885-1901 | Prosper Van Raemdonck                 |
|         | 1901-1914 | Camiel Van Raemdonck                  |
|         | 1914-1916 | Richard Pypers (waarnemend)           |
|         | 1916-1921 | Alfred Lesseliers (waarnemend)        |
|         | 1921-1939 | Alfred Lesseliers (Katholiek Verbond) |
|         | 1939-1970 | Gerard Lesseliers                     |
|         | 1970-1993 | Marcel Van der Aa (CVP)               |

### Resultaten gemeenteraadsverkiezingen van 1976
| Partij of kartel     | Partij of kartel                             | 10-10-1976 | 10-10-1976 |
| Stemmen / Zetels     | Stemmen / Zetels                             | %          | 33         |
| -------------------- | -------------------------------------------- | ---------- | ---------- |
|                      | SP1/ Kartel PROC/ Groen-sp.aD                | 12,03      | 3          |
|                      | Agalev1/ VLD.VU.AA/ Kartel PROC/ Groen-sp.aD | -          |            |
|                      | Kartel PROC                                  | -          |            |
|                      | PVV1/ VLD2/ VLD.VU.AA/ Open Vld3             | 5,451      | 1          |
|                      | VU1/ VLD.VU.A/ CD&V-N-VAB/ N-VA2             | 21,08      | 7          |
|                      | CVP1/ CD&V-N-VAB/ CD&V2                      | 52,121     | 20         |
|                      | Vlaams Blok1/ Vlaams Belang2                 | -          |            |
|                      | Beveren 2020                                 | -          |            |
|                      | GEMBEL                                       | 8,46       | 2          |
|                      | Anderen(*)                                   | 0,85       | 0          |
| Totaal stemmen       | Totaal stemmen                               | 27008      | 27008      |
| Opkomst %            |                                              |            |            |
| Blanco en ongeldig % | Blanco en ongeldig %                         | 3,8        | 3,8        |

De rode cijfers naast de gegevens duiden aan onder welke naam de partijen telkens bij een verkiezing opkwamen, rode letters duiden de kartels aan.
De zetels van de gevormde meerderheid staan vetjes afgedrukt. De grootste partij is in kleur.
(*) 1976: PVDA (0,85%)
Onderstaande grafieken tonen de evolutie van de zetelaantallen en meerderheden binnen de Beverse gemeenteraad.

## Muziek, ontspanning en kunst

### Muziek
| - Koninklijke Harmonie Kunst & Vreugd Beveren - Acantus - Bever Music Band - Koor Sint-Jan - Nele zangkoor - O.L.Vrouw gemengd koor - O.L.Vrouw vrouwenkoor - Seniorenkoor Sint-Maarten - Koor Pro Musica - Koperensemble Kalison - Drumband Schelderood - Kinderkoor de Mereltjes - Sint-Pauluskoor | - Koor Resolut - Drumband Jong Waasland - Zangkoor Melos - Kinderkoor De Nachtegaaltjes - Jeugdkoor Pajeko - Parochiaal zangkoor - Alabaré Kinder- en Jeugdkoor |

### Theater-, toneel- en musicalverenigingen
- Figurentheater Vlinders & Co
- MuzArt
- Theater Toekoer
- Toneelkring De Kleine Kunst
- Toneelkring KET
- Toneelkring Tassijns
- Toneelkring Const Ieveraars
- Toneelkring Kunst Veredelt
- Toneelkring Reynaert

### Toegepaste kunst, erfgoed
- Beverse verzamelaars
- Beverse film- en videoclub
- Beverse fotoclub
- De Nieuwe Culturele kring

### Radio
- Radio Beverland

### Jeugdhuis
- Jeugdhuis Togenblik (Beveren)

## Sport
- In het vrouwenvolleybal is Beveren de thuisbasis van Asterix Avo Beveren, de fusieclub uit 2016 van Asterix Kieldrecht en Avo Melsele, beide ploegen uit de gemeente. Asterix draait al tientallen jaren mee in de top van het dames volleybal. Verder is er ook de heren Volleybalclub BMV Beveren Melsele Volleybal.
- In het voetbal speelde KSK Beveren decennialang in de hoogste klasse en werd tweemaal landskampioen. De club verdween door financiële problemen echter in 2010 en werd opgevolgd door KVRS Waasland - SK Beveren, dat naar Beveren verhuisde. Met Yellow Blue Beveren werd in de laagste provinciale reeksen een nieuwe club opgericht. In de provinciale reeksen speelt ook FC Bosdam Beveren.
- Op wielervlak heeft men reeds twee maal een passage van de Ronde van Frankrijk gekend.
- Atletiekvereniging Volharding
- Inlinehockeyclub Huskies Beveren

## Bekende (oud-)inwoners van Beveren
- Jan Balliauw, journalist
- Maarten Bosmans, acteur
- Freddy Buyl, voetballer
- Gerard Buyl, wielrenner
- Jean-Pierre Coopman, ex-bokser
- Dominique Cornu, wielrenner en wereldkampioen tijdrijden bij de beloften
- Danzel, zanger (zijn echte naam is Johan Waem)
- Ferdinand De Bondt, politicus (1923-2014)
- Kris De Bruyne, zanger
- Tine De Caigny, voetbalster
- Thomas De Gendt wielrenner
- Eline De Munck, actrice en zangeres
- Gérard De Paep, arts en senator
- Kamiel D'Hooghe, organist
- Dirk Draulans, bioloog, journalist en schrijver
- Danni Heylen, actrice
- Kobe Ilsen, presentator
- Jonas Ivens, voetballer
- Jean Janssens, voetballer
- Steven Martens, ex-tenniscoach, ex-CEO Belgische Voetbalbond
- Leo Mets, auteur
- David Meul, doelman geweest bij o.a. SC Cambuur en Willem II
- Jan Miel, kunstschilder (1599–1663)
- Jean-Marie Pfaff, doelman
- Kelly Pfaff, media, model
- Simon Schoonvliet, schrijver en kunstschilder
- Kathleen Smet, triatlete
- Pascal Smet, minister van Jeugd, Onderwijs, Gelijke Kansen en Brussel in de Vlaamse Regering-Peeters II.
- Piet Staut, kunstenaar
- Georges Staes, kunstenaar
- Bruno Stevenheydens, oud-volksvertegenwoordiger
- Antonius Triest, bisschop  van Brugge en daarna van Gent, geboren op het kasteel 'Hof Ter Walle'
- Joachim Van Damme, voetballer
- Marc Van de Vijver, Burgemeester, politicus
- Eduard Van Goethem, vicaris
- Brent Van Moer, wielrenner
- Wilfried Van Moer (1945-2021), voetballer en voetbalcoach
- Angelique Van Ombergen, wetenschap, auteur
- Joyce Van Nimmen, model
- Julien Van Remoortere, auteur (1930-2018)
- Wim van Remortel, kunstschilder en graficus
- Joos Vijd, (ca. 1360-1439) Vlaams edelman, opdrachtgever Het Lam Gods (Gebroeders Van Eyck)
- Koen Wilssens, atleet
- Rik Vercauteren, doelman
- Jacotte Brokken, weervrouw VRT

### Ereburgers
- Jean-Marie Pfaff [12](2022
- Jan Balliauw[13](2023)

## Trivia
- Beveren won in 2006 de 5 sterren bij het televisieprogramma Fata Morgana op Eén.
- In Beveren werd in 2007 voor het eerst op het Europese vasteland de musical Jane Eyre opgevoerd.
- In Beveren werd in 2008 het wereldrecord "meest aantal reuzen in een reuzenstoet" gebroken. Dit staat nu op 184.
- Martinus van Tours is de patroonheilige van Beveren.

## Media

## Fotogalerij

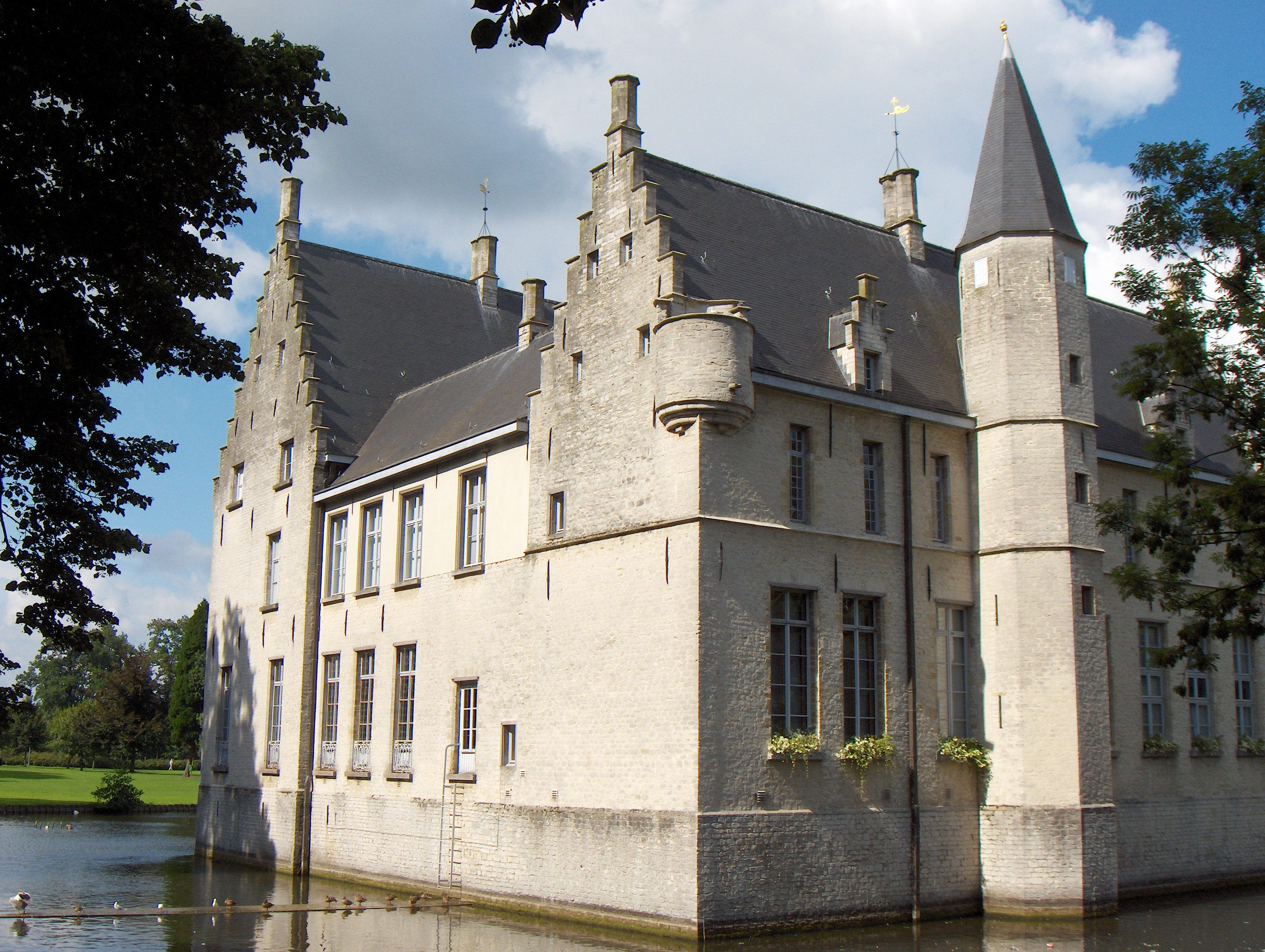
Kasteel Cortewalle te Beveren
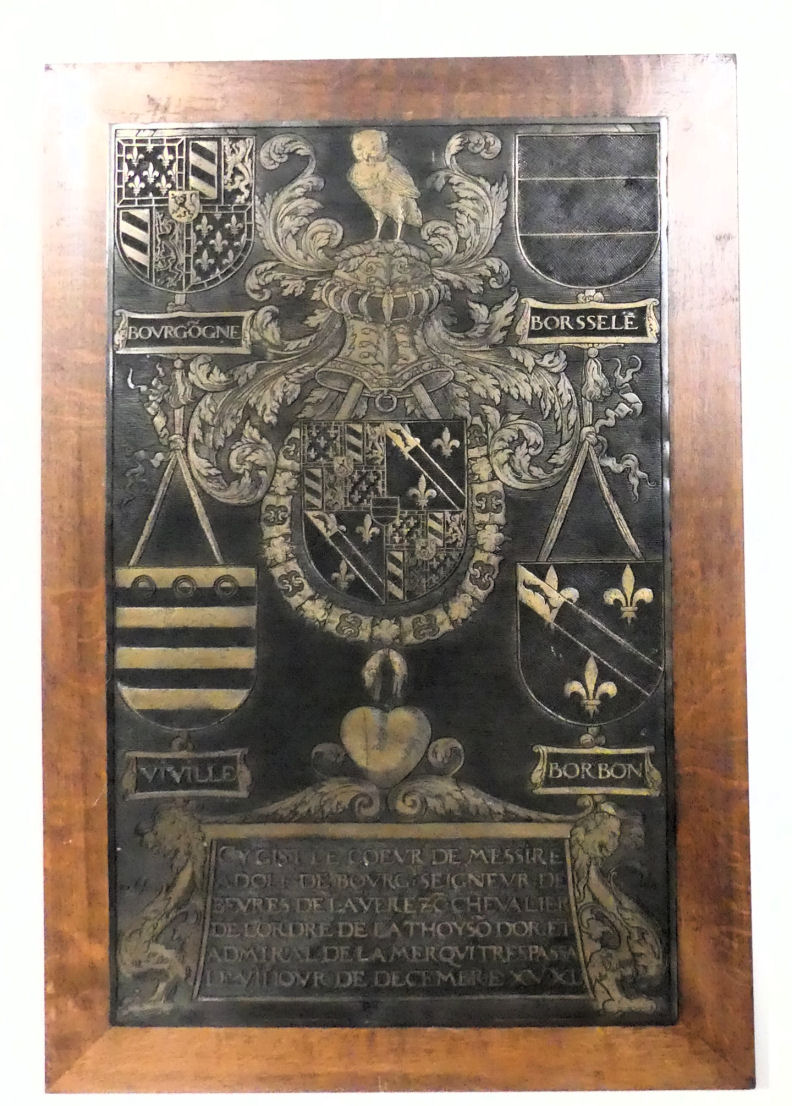
Grafplaat van Adolphe van Bourgondië in de Sint-Martinuskerk
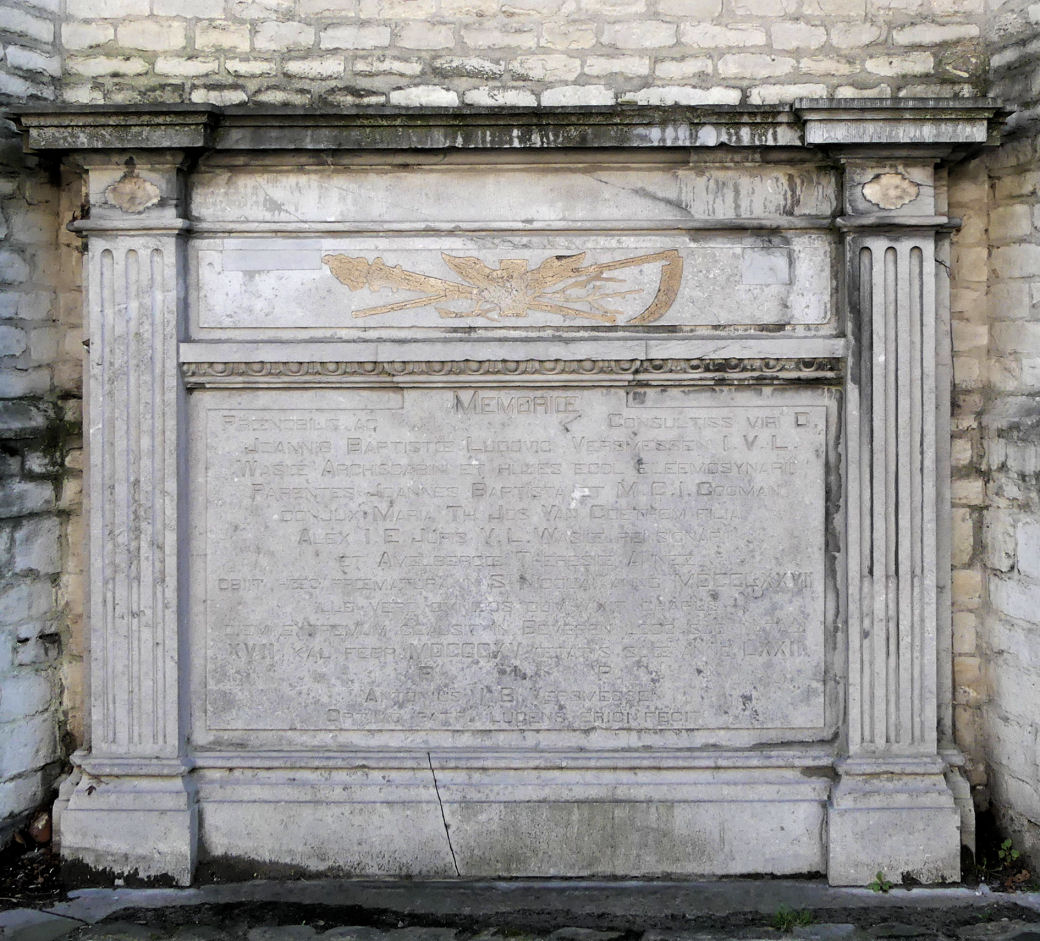
Grafzerk in arduin van Jean-Baptist Versmessen

## Nabijgelegen kernen
Melsele, Kallo, Vrasene, Nieuwkerken-Waas, Haasdonk, Kruibeke